# Dioctria zhelochovtevi
Dioctria zhelochovtevi är en tvåvingeart som beskrevs av Pavel Lehr 1965. Dioctria zhelochovtevi ingår i släktet Dioctria och familjen rovflugor. Inga underarter finns listade i Catalogue of Life.